# Bullard (Texas)
Bullard es un pueblo ubicado en el condado de Smith en el estado estadounidense de Texas. En el Censo de 2010 tenía una población de 2.463 habitantes y una densidad poblacional de 281,85 personas por km².

## Geografía
Bullard se encuentra ubicado en las coordenadas 32°8′40″N 95°19′15″O / 32.14444, -95.32083. Según la Oficina del Censo de los Estados Unidos, Bullard tiene una superficie total de 8.74 km², de la cual 8.71 km² corresponden a tierra firme y (0.36%) 0.03 km² es agua.

## Demografía
Según el censo de 2010, había 2.463 personas residiendo en Bullard. La densidad de población era de 281,85 hab./km². De los 2.463 habitantes, Bullard estaba compuesto por el 90.62% blancos, el 3.21% eran afroamericanos, el 1.1% eran amerindios, el 0.49% eran asiáticos, el 0% eran isleños del Pacífico, el 3.41% eran de otras razas y el 1.18% pertenecían a dos o más razas. Del total de la población el 7.39% eran hispanos o latinos de cualquier raza.